# Caresanablot
Caresanablot (piemontesisch Carzan-a Blòt) ist eine Gemeinde in der italienischen Provinz Vercelli (VC), Region Piemont.

## Lage und Einwohner
Caresanablot liegt 6 km nordwestlich von Vercelli  und hat 1083 Einwohner (Stand 31. Dezember 2023). Die Nachbargemeinden sind Olcenengo, Oldenico, Quinto Vercellese, Vercelli und Villata.
Das Gemeindegebiet umfasst eine Fläche von 11 km².